# 那須資郡
那須 資郡（なす すけくに）は、戦国時代の武将。下野国那須氏18代当主・那須政資の三男。
当初は福原資衝の娘を正室に迎え養子となり下野福原氏の当主となったが、後に大田原資清の次男・資孝を養子とし福原氏の当主の座を譲る。森田氏を継承していた兄・資胤が那須氏の家督を継いだことに伴い、森田氏の名籍を継いだ。兄を補佐し一族の重鎮として活動し、永禄3年（1560年）の小田倉の戦いではその戦功を兄より賞された。永禄6年（1563年）に大関高増や福原資孝らが上那須衆を扇動して佐竹義重に寝返った時も呼応せず、兄を支えた。
永禄9年（1566年）に死去。森田資信という子がいたとされており、森田氏の家督を相続したが、天正18年（1590年）の小田原征伐に那須氏が遅参した咎で改易されたのに連座して森田氏も改易処分となったという。